# Tiếng Tây Ban Nha Andalucía

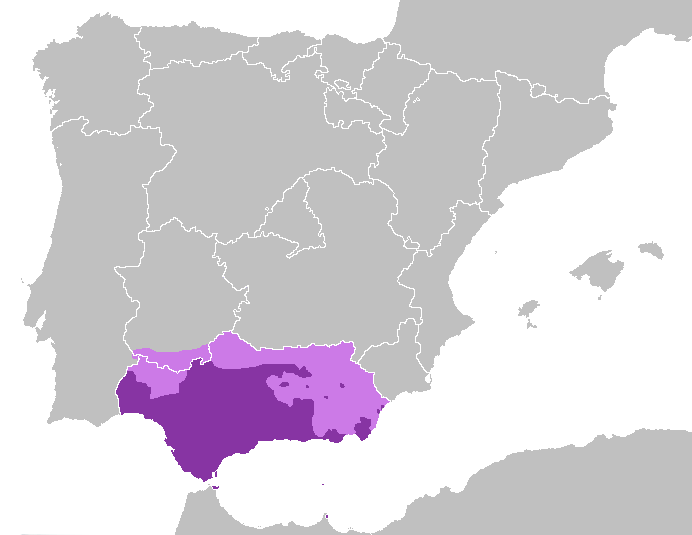
Khu vực sử dụng Andalucia và khu vực anh em đặc biệt Andalucia

Phương ngữ Tây Ban Nha Andalucia (tiếng Tây Ban Nha: andaluz [andaˈluθ]; tiếng Andalucia: /ãndaˈluʰ, -ˈlʊ/) được nói ở Andalucía, Ceuta, Melilla và Gibraltar. Chúng bao gồm có lẽ là các biến thể khác biệt nhất của phương ngữ miền Nam của bán đảo Tây Ban Nha, khác nhau về nhiều khía cạnh so với các phương ngữ phía bắc, cũng như tiếng Tây Ban Nha chuẩn. Do dân cư Andalucia đông đảo, phương ngữ Andalucia nằm trong số những phương ngữ có nhiều người nói ở Tây Ban Nha. Ở Tây Ban Nha, các phương ngữ Tây Ban Nha miền Nam khác có chung một số yếu tố cốt lõi của tiếng Andalucia, chủ yếu là về mặt ngữ âm – đáng chú ý là tiếng Tây Ban Nha Canaria và tiếng Tây Ban Nha Murcia và ở một mức độ thấp hơn, tiếng Tây Ban Nha Manchega.
Do sự di cư ồ ạt từ Andalucia đến các thuộc địa Tây Ban Nha ở Châu Mỹ và các nơi khác, hầu hết các phương ngữ Tây Ban Nha Mỹ Latinh đều có một số đặc điểm cơ bản với tiếng Tây Ban Nha Andalucia Tây, như việc sử dụng ustes thay vì vosotros cho ngôi thứ hai số nhiều và seseo. Nhiều phương ngữ tiếng Tây Ban Nha, như tiếng Tây Ban Nha Canaria, tiếng Tây Ban Nha Caribe và các phương ngữ Tây Ban Nha Mỹ Latinh khác, bao gồm cả phương ngữ tiêu chuẩn của chúng, hầu hết được coi là dựa trên tiếng Tây Ban Nha Andalucia.